# Lijst van voetbalinterlands Malediven - Tadzjikistan
Deze lijst van voetbalinterlands is een overzicht van alle officiële voetbalinterlands tussen de nationale teams van de Malediven en Tadzjikistan. De landen hebben tot nu toe drie keer tegen elkaar gespeeld. Het eerste duel, een groepswedstrijd tijdens de Aziatische Spelen 1998, werd gespeeld in Suphanburi (Thailand) op 1 december 1998. De laatste ontmoeting, een vriendschappelijke wedstrijd, vond plaats op 26 maart 2015 in Malé.

## Wedstrijden
| № | Plaats     | Datum           | Competitie                          | Wedstrijd                | Uitslag |
| - | ---------- | --------------- | ----------------------------------- | ------------------------ | ------- |
| 1 | Suphanburi | 1 december 1998 | Aziatische Spelen 1998              | Tadzjikistan − Malediven | 3 − 0   |
| 2 | Malé       | 25 maart 2011   | AFC Challenge Cup 2012 kwalificatie | Malediven − Tadzjikistan | 0 − 0   |
| 3 | Malé       | 26 maart 2015   | Vriendschappelijk                   | Malediven − Tadzjikistan | 0 − 2   |

## Samenvatting
| Competitie                     | Totaal gespeeld | Winst Malediven | Gelijk | Winst Tadzjikistan | Doelsaldo Malediven – Tadzjikistan |
| ------------------------------ | --------------- | --------------- | ------ | ------------------ | ---------------------------------- |
| AFC Challenge Cup-kwalificatie | 1               | 0               | 1      | 0                  | 0 − 0                              |
| Aziatische Spelen              | 1               | 0               | 0      | 1                  | 0 − 3                              |
| Vriendschappelijk              | 1               | 0               | 0      | 1                  | 0 − 2                              |
| Totaal                         | 3               | 0               | 1      | 2                  | 0 − 5                              |

FAM · A-internationals · Maldivisch vrouwenelftal
1980 - 1989 · 
1990 - 1999 · 
2000 – 2009 · 
2010 – 2019 ·
2020 − 2029
Afghanistan ·
Bahrein ·
Bangladesh ·
Bhutan ·
Brunei ·
Cambodja ·
China ·
Comoren ·
Filipijnen ·
Guam ·
Hongkong ·
India ·
Indonesië ·
Iran ·
Jemen ·
Kirgizië ·
Laos ·
Libanon ·
Maleisië ·
Mauritius ·
Mongolië ·
Myanmar ·
Nepal ·
Oezbekistan ·
Oman ·
Pakistan ·
Palestina ·
Qatar ·
Seychellen ·
Singapore ·
Sri Lanka ·
Syrië ·
Tadzjikistan ·
Thailand ·
Turkmenistan ·
Vietnam ·
Zuid-Korea
TFF · A-internationals · Tadzjieks vrouwenelftal
1994 – 1999 ·
2000 – 2009 ·
2010 – 2019 ·
2020 − 2029
Afghanistan ·
Australië ·
Azerbeidzjan ·
Bahrein ·
Bangladesh ·
Bhutan ·
Brunei ·
Cambodja ·
China ·
Estland ·
Filipijnen ·
Guam ·
Hongkong ·
India ·
Irak ·
Iran ·
Japan ·
Jemen ·
Jordanië ·
Kazachstan ·
Kirgizië ·
Koeweit ·
Libanon ·
Macau ·
Malediven ·
Maleisië ·
Mongolië ·
Myanmar ·
Nepal ·
Noord-Korea ·
Oeganda ·
Oezbekistan ·
Oman ·
Pakistan ·
Palestina ·
Qatar ·
Rusland ·
Saoedi-Arabië ·
Singapore ·
Sri Lanka ·
Syrië ·
Thailand ·
Trinidad en Tobago ·
Turkmenistan ·
Verenigde Arabische Emiraten ·
Vietnam ·
Wit-Rusland ·
Zuid-Korea